# Hujovke
Ophidiiformes, red riba iz razreda zrakoperki (Actinopterygii). Sastoji se od 5 porodica. To su dubinske morske ribe u koje pripada i abisalna vrsta, rod Abyssobrotula.

## Porodice
1. Porodica Aphyonidae
2. Porodica Bythitidae
3. Porodica Carapidae
4. Porodica Ophidiidae
5. Porodica Parabrotulidae